# NGC 1537
NGC 1537 est une galaxie lenticulaire située dans la constellation de l'Éridan. NGC 1537 a été découverte par l'astronome britannique John Herschel en 1835.

## Caractéristiques

### Distance
Sa vitesse par rapport au fond diffus cosmologique est de 1 374 ± 18 km/s, ce qui correspond à une distance de Hubble de 20,3 ± 1,4 Mpc (∼66,2 millions d'al).
À ce jour, une douzaine de mesures non basées sur le décalage vers le rouge (redshift) donnent une distance de 19,917 ± 3,943 Mpc (∼65 millions d'al), ce qui est à l'intérieur des valeurs de la distance de Hubble.

### Morphologie
NGC 1537 a été utilisée par Gérard de Vaucouleurs comme une galaxie de type morphologique E5 (twist) (tordu) ou SAB0− dans son atlas des galaxies,.

## Groupe de NGC 1532
NGC 1537 fait partie du groupe de NGC 1532 qui comprend au moins 9 autres galaxies selon A.M. Garcia : IC 2040, IC 2041, NGC 1531, NGC 1532, ESO 2359-29, ESO 359-31, ESO 420-5, ESO 420-6 et ESO 420-9. Le site « Un Atlas de l'Univers » de Richard Powell mentionne également l'existence de ce groupe, mais il n'y figure que 4 galaxies, soit les trois galaxies du catalogue NGC et ESO 420-9.
Bien que situées dans la même région du ciel, la galaxie ESO 420-5 de la liste de Garcia ne fait certainement pas partie du groupe de NGC 1532, car sa distance est de 111,9 ± 7,8 Mpc (∼365 millions d'al), ce qui la situe bien au-delà des autres galaxies.